# Hendrikus Matheus Horrix
Hendrikus Mattheus "Mathieu" Horrix, né le 30 mai 1845 à La Haye, et mort le 7 octobre 1923 dans sa ville natale, est un artiste peintre néerlandais.

## Biographie
Henricus Horrix, né le 30 mai 1845 à La Haye, a étudié à Louvain avec Philip Sadée (en). Il est mort le 7 octobre 1923 dans sa ville natale.

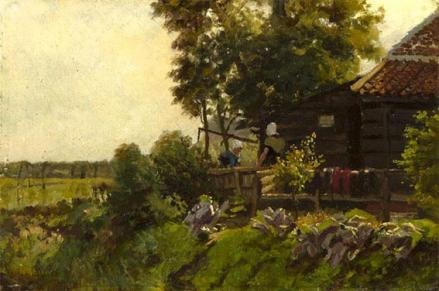
Horrrix, Walcherse vrouwen in de tuin
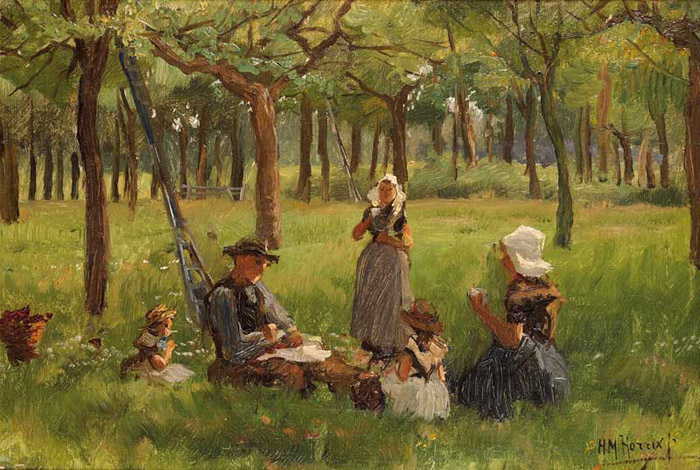
Horrix, Lunch in de Kersenboomgaard
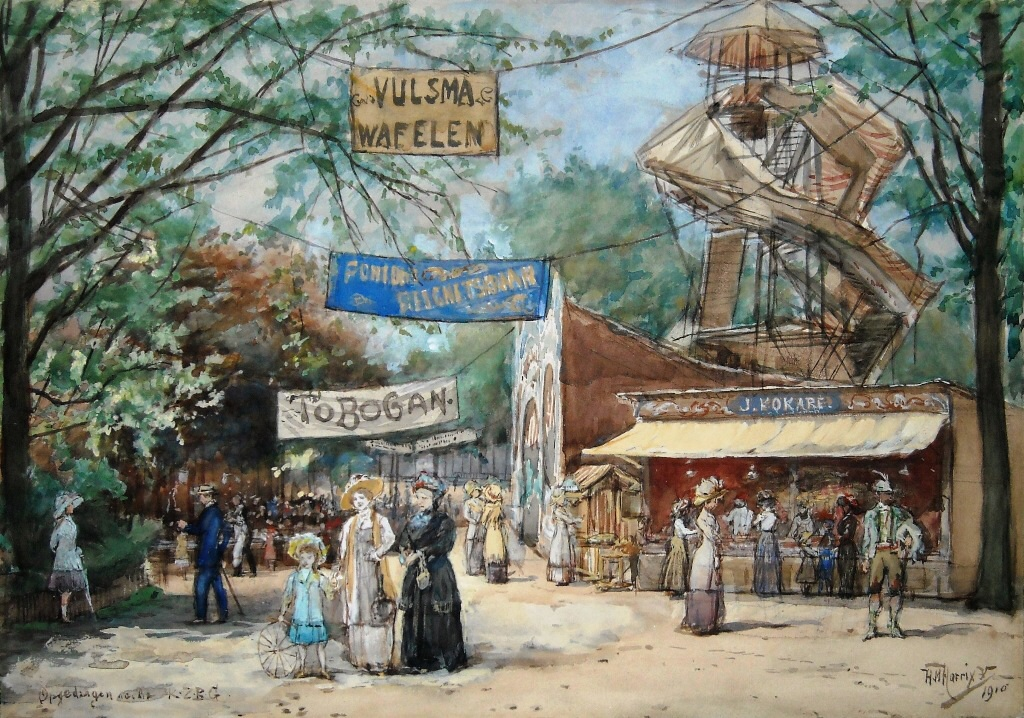
Horrix, In de Haagse Ingredient